# پیوتر برودین
پیوتر برودین (روسی: Пётр Григорьевич Бородин؛ ۶ ژوئن ۱۹۰۵ – ۱۹۸۶) سیاستمدار اهل امپراتوری روسیه بود.
وی همچنین برندهٔ جوایزی همچون مدال دفاع از لنینگراد شده‌است.